# Jimmy Hawkins
James F. Hawkins, noto come Jimmy Hawkins (Los Angeles, 13 novembre 1941), è un attore e produttore televisivo statunitense.
Come attore bambino fu il primo ad affermarsi nel cast principale di una sitcom televisiva, The Ruggles (1949-52).

## Biografia
Attore bambino già all'età di due anni, durante l'infanzia Jimmy Hawkins recitò in diversi film accanto a celebrità come Lana Turner in Il matrimonio è un affare privato (1944), Spencer Tracy in La settima croce (1944), James Stewart e Donna Reed in La vita è meravigliosa (1946), nel quale interpretò Tommy, uno dei quattro figli di George e Mary Bailey.
Rispetto alle prime sitcom televisive, dove i "figli" erano o neonati (Christopher William Stearns in Mary Kay and Johnny, 1948) o già adolescenti (il quindicenne Lanny Rees in The Life of Riley, o la tredicenne Arlene McQuade in The Goldbergs, 1949), a 8 anni non ancora compiuti Hawkins fu tra i primissimi attori bambini ad affermarsi, assieme a Judy Nugent (sua costar in The Ruggles, 1949-1952), Robin Morgan (in Mama, 1949-1957) e quindi Sheila James Kuehl (in Mio padre, il signor preside, 1950-1955). Dopo l'esperienza in The Ruggles, a 12 anni Hawkins entrerà ancora nel cast principale di un'altra serie di successo, questa volta di genere western, Annie Oakley (1954-1957).
Ormai giovane attore, Hawkins ricoprì alcuni ruoli di supporto al cinema e fu una presenza ricorrente in serie televisive, come The Donna Reed Show (1958-1965), Ichabod and Me (1961-1962), The Adventures of Ozzie & Harriet (1962-1964) e Petticoat Junction (1963-1967). Con gli anni però la sua presenza si ridusse progressivamente a ruoli non accreditati. Dal 1974 abbandonò la recitazione per dedicarsi alla produzione di film per la televisione, tra cui A Time for Miracles e Una luce nel buio (1984). Si dedicò quindi al lavoro in un'impresa edile. Rimase però sempre legato alle esperienze avute come attore bambino, specie alla sua partecipazione al film La vita è meravigliosa, sul quale scrisse diversi libri di memorie.

## Riconoscimenti
- Young Hollywood Hall of Fame (1950's)
- Young Artist Award, Former Child Star Lifetime Achievement Award (1994)

## Filmografia parziale

### Cinema
- La settima croce (The Seventh Cross), regia di Fred Zinnemann (1944)
- Il matrimonio è un affare privato (Marriage Is a Private Affair), regia di Robert Z. Leonard (1944)
- La vita è meravigliosa (It's a Wonderful Life), regia di Frank Capra (1946)
- Il mare d'erba (The Sea of Grass), regia di Elia Kazan (1947)
- Solo il cielo lo sa (Heaven Only Knows), regia di Albert S. Rogell (1947)
- Squadra mobile 61 (Bodyguard), regia di Richard Fleischer (1948)
- La luna sorge (Moonrise), regia di Frank Borzage (1948)
- Presi nella morsa (Caught), regia di Max Ophüls (1949)
- Naviganti coraggiosi (Down to the Sea in Ships), regia di Henry Hathaway (1949)
- La corte di re Artù (A Connecticut Yankee in King Arthur's Court), regia di Tay Garnett (1949)
- La minaccia (The Red Menace), regia di R.G. Springsteen (1949)
- Il ritorno di Lassie (Challenge to Lassie), regia di Richard Thorpe (1949)
- La saga dei Forsyte (That Forsyte Woman), regia di Compton Bennett (1949)
- Tu partirai con me (Holiday Affair), regia di Don Hartman (1949)
- Sei canaglia ma ti amo (Love That Brute), regia di Alexander Hall (1950)
- Winchester '73, regia di Anthony Mann (1950)
- Che vita con un cowboy! (Never a Dull Moment), regia di George Marshall (1950)
- Matrimonio all'alba (Strictly Dishonorable), regia di Melvin Frank, Norman Panama (1951)
- Pelle di rame (Jim Thorpe - All American), regia di Michael Curtiz (1951)
- È arrivato lo sposo (Here Comes the Groom), regia di Frank Capra (1951)
- Più forte dell'amore (The Blue Veil), regia di Curtis Bernhardt e, non accreditato, Busby Berkeley (1951)
- Il più grande spettacolo del mondo (The Greatest Show on Earth), regia di Cecil B. DeMille (1952)
- La donna che volevano linciare (Woman They Almost Lynched), regia di Allan Dwan (1953)
- Allegri esploratori (Mister Scoutmaster), regia di Henry Levin (1953)
- Yankee Pascià (Yankee Pasha), regia di Joseph Pevney (1954)
- Dollari che scottano (Private Hell 36), regia di Don Siegel (1954)
- La storia di Tom Destry (Destry), regia di George Marshall (1954)
- Nessuno resta solo (Not as a Stranger), regia di Stanley Kramer (1955)
- Conta fino a 3 e prega! (Count Three and Pray), regia di George Sherman (1955)
- Pazzo per le donne (Girl Happy), regia di Boris Sagal (1965)
- Voglio sposarle tutte (Spinout), regia di Norman Taurog (1966)

### Televisione
- The Ruggles – serie TV, 137 episodi (1949-1952)
- Annie Oakley – serie TV, 80 episodi (1953-1957)
- TV Reader's Digest – serie TV, episodio 1x01 (1955)
- The Star and the Story – serie TV, episodio 2x11 (1956)
- The Donna Reed Show – serie TV, 20 episodi (1958-1965)
- Dennis the Menace – serie TV, un episodio (1961)
- Ichabod and Me – serie TV, 10 episodi (1961-1962)
- The Adventures of Ozzie & Harriet – serie TV, 6 episodi (1962-1964)
- Io e i miei tre figli (My Three Sons) – serie TV, episodi 3x26-4x04 (1963)
- Petticoat Junction – serie TV, 9 episodi (1963-1967)
- Mr. Novak – serie TV, episodio 2x17 (1965)
- Kolchak: The Night Stalker – serie TV, un episodio (1974)